# Пасос-де-Борбен
Пасос-де-Борбен (гал. Pazos de Borbén, ісп. Pazos de Borbén) — муніципалітет в Іспанії, у складі автономної спільноти Галісія, у провінції Понтеведра. Населення — 3170 осіб (2009).
Муніципалітет розташований на відстані близько 450 км на північний захід від Мадрида, 18 км на південний схід від Понтеведри.

## Демографія
Динаміка населення (INE ):

## Галерея зображень

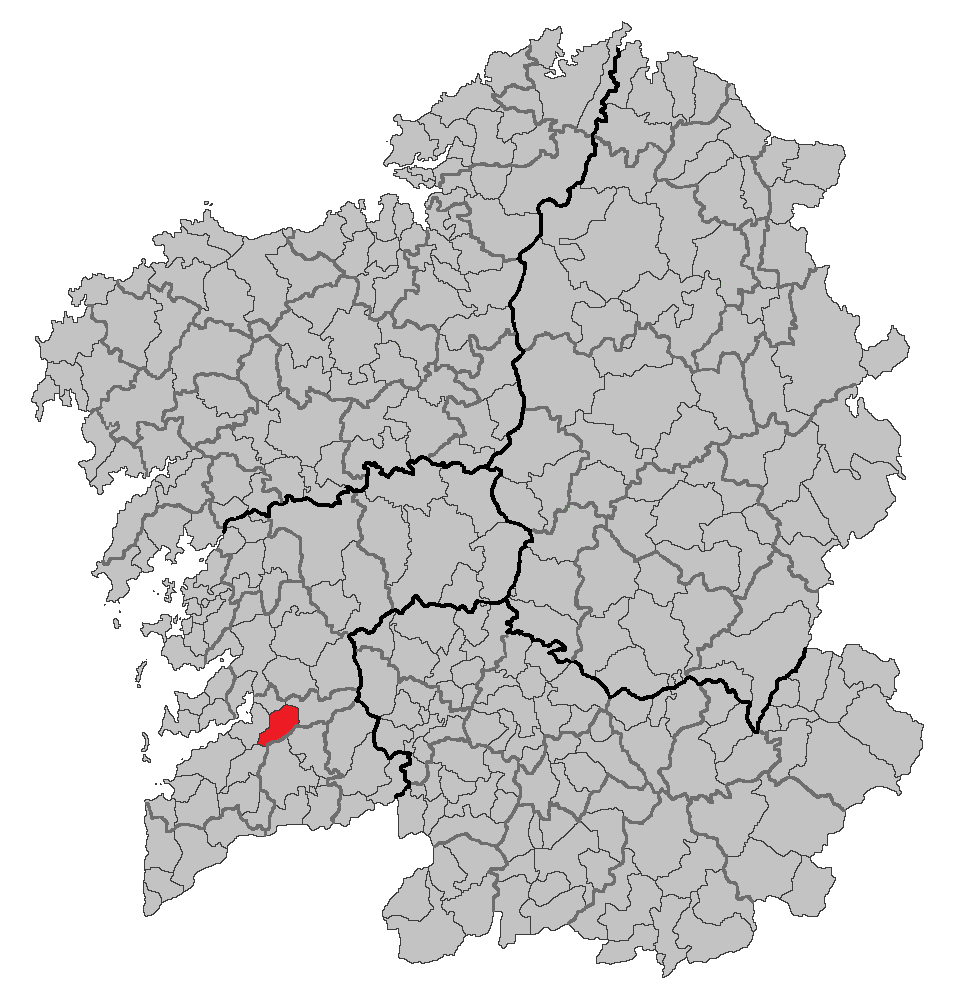
Розташування муніципалітету